# Mutmalspitze
Die Mutmalspitze ist ein 3522 m ü. A. (nach anderen Angaben 3528 m ü. A.) hoher Berg in den Ötztaler Alpen in Tirol. 
Der Gipfel liegt nördlich der Hinteren Schwärze und ist als Hochtour über Gletscher von der Martin-Busch-Hütte aus zu erreichen.